# Dichodontium decumbens
Dichodontium decumbens là một loài Rêu trong họ Dicranaceae. Loài này được (Thwaites & Mitt.) A. Jaeger ex Paris mô tả khoa học đầu tiên năm 1904.